# Azumino
Azumino (安曇野市, Azumino-shi?) è una città giapponese della prefettura di Nagano. Il primo di ottobre 2005 la città di Akashina del distretto di Higaschichikuma, e le città e i villaggi di Horigane, Hotaka, Misato e Toyoshina del distretto di Minamiazumi si fusero insieme per formare la nuova città di Azumino.